# Långnäbbad sångare
Långnäbbad sångare (Acrocephalus orinus) är en rörsångare (Acrocephalidae) inom ordningen tättingar. Den är närbesläktad med busksångare och var länge bara känd ifrån ett enstaka specimen insamlat i norra Indien 1867 och några enstaka observationer i Thailand. År 2009 upptäcktes ett häckningsområde i nordöstra Afghanistan.

## Historia och utbredning
Det första exemplaret fångades in 1867 i Sutlej Valley i Himachal Pradesh i Indien och länge rådde det tvivel om det verkligen rörde sig om en art eller bara en avvikande busksångare eller en isolerad form av papyrussångare. DNA från detta specimen undersöktes 2005 av Staffan Bensch vid Lunds universitet och han kunde konstatera att det faktiskt rörde sig om egen art.
I mars 2006 infångades en svårtbestämd sångare av ornitologen Philip Round vid ett reningsverk i Bangkok och även detta visade sig, efter DNA-analys, röra sig om samma art. Ett tredje fynd upptäcktes i en låda på British Museum. Specimen hade infångats 1869 men blev först artbestämd 2006 av Staffan Bensch.
En häckningslokal upptäcktes 2009 i Wakhankorridoren i Pamir i nordöstra Afghanistan. Här har ett 20-tal individer infångats och senare släppts.
En rysk studie från 2011 pekar på att arten har felbestämts till busksångare i museisamlingar och att arten kan häcka i Tadzjikistan, Kirgizistan, östra Uzbekistan och sydöstra Kazakstan. Samma år hittades bon i Panjflodens dalgång i Tadzjikistan.
Idag beskrivs att den förekommer i bergstrakter mellan 900 och 3000 meters höjd från sydöstra Kazakstan till nordöstra Afghanistan, genom Tadzjikistan och delar av östra Uzbekistan och Kirgizistan. Övervintringsområdet är inte fullständigt känt, men den har noterats i norra Indien, Myanmar och Thailand.

## Familjetillhörighet
Rörsångarna behandlades tidigare som en del av den stora familjen sångare (Sylviidae). Genetiska studier har dock visat att sångarna inte är varandras närmaste släktingar. Istället är de en del av en klad som även omfattar timalior, lärkor, bulbyler, stjärtmesar och svalor. Idag delas därför Sylviidae upp i ett flertal familjer, däribland Acrocephalidae.

## Utseende
Utseendemässigt liknar den busksångaren med korta runda vingar och en gråbrun fjäderdräkt. I förhållande till busksångaren har den en stor näbb där undre näbbhalvan är ljusare. Den har långa spetsiga stjärtfjädrar som sprids ut i en solfjädersform och den har en lång bakklo.

Utseendet på vingspetsarna hos andra, tredje och femte vingpennan hos busksångare, contra långnäbbad sångare. Teckningen baseras på en uppsats av Bensch, publicerad i Ibis (2002) nr.144, sid:259–267

## Status och hot
Långnäbbad sångare har visat sig ha ett relativt stort utbredningsområde, men beståndet tros vara begränsat, uppskattat till mellan 1500 och 5000 vuxna individer. Dess populationsutveckling är oklar. Internationella naturvårdsunionen IUCN kategoriserar arten för närvarande som livskraftig.